# Vitalogy
Vitalogy ist das dritte Studioalbum der US-amerikanischen Grunge- und Rockband Pearl Jam aus dem Jahr 1994.

## Entstehung und Veröffentlichung
Die Erstveröffentlichung von Vitalogy erfolgte am 22. November 1994 bei Epic Records. Das Album erschien in seiner Originalausführung als LP mit zehn Titeln (Katalognummer: E 66900). Eine Woche später erschien das Album erstmals als CD-Ausführung (Katalognummer: 477861 2). Wiederum eine Woche später folgte die MC-Ausführung (Katalognummer: ET 66900). Am 25. März 2011 erschien eine „Expanded Edition“, mit vier Bonustiteln, allerdings entfiel mit Stupid Mop ein Originaltitel (Katalognummer: 88697843122).
Geschrieben und produziert wurden alle Lieder durch die Pearl-Jam-Mitglieder, Betterman wurde sogar alleine von Frontmann Eddie Vedder geschrieben. Bei der Produktion erhielt die Band Unterstützung durch Brendan O’Brien, bei Betterman zudem von Tchad Blake.
Die Aufnahmen waren von heftigen Konflikten innerhalb der Band überschattet. Drummer Dave Abbruzzese wurde noch vor Abschluss der Produktion entlassen, und auch Stone Gossard plante zeitweilig den Ausstieg aus der Gruppe, in der fortan Vedder die Richtung vorgab.

## Stil
Das Album war nicht als Konzeptalbum gedacht, kann jedoch wegen des durch die zurückhaltende, magere Produktion eigentümlichen, freilaufenden Sounds als solches erachtet werden. Vor allem die oftmals bizarren Texte Eddie Vedders machen das Werk schwer zugänglich und erfordern mehrmaliges Hören. 

## Artwork
Das Album ist einem medizinischen Buch nachempfunden, das Vedder auf einem Flohmarkt gefunden und gekauft hat. Dieses Buch, das seinen Titel Vitalogy auch dem Album leiht, stammt aus dem frühen 20. Jahrhundert und diskutiert, auf dem damaligen Stand der Wissenschaft und oft geprägt durch religiöse Ansichten, Gesundheit und Wohlempfinden. Zwischen die teilweise extrem haarsträubenden Ansichten sind die Lyrics in Vedders Handschrift gekritzelt. Die CD selbst befindet sich in einer aufgeklebten Papiertasche. Für das Artwork war Barry Ament zuständig.

## Titelliste
1. Last Exit (Pearl Jam) – 2:54
2. Spin the Black Circle (Pearl Jam) – 2:48
3. Not for You (Pearl Jam) – 5:52
4. Tremor Christ (Pearl Jam) – 4:12
5. Nothingman (Vedder, Ament) – 4:35
6. Whipping (Pearl Jam) – 2:35
7. Pry, To (Pearl Jam) – 1:03
8. Corduroy (Pearl Jam) – 4:37
9. Bugs (Pearl Jam) – 2:45
10. Satan's Bed (Vedder, Gossard) – 3:31
11. Better Man (Vedder) – 4:28
12. Aye Davanita (Pearl Jam) – 2:58
13. Immortality (Pearl Jam) – 5:28
14. Hey Foxymophandlemama, That's Me (Pearl Jam) – 7:44

## Liedinformationen
Bei vielen der auf dem Album enthaltenen Songs geht es um Erfolgsdruck, Ruhm und dem Eindringen der Öffentlichkeit ins Private. Diese Dinge rückten nach dem großen kommerziellen Erfolg der beiden ersten Alben und dem damit einhergehenden Verlust der Privatsphäre in den Vordergrund. Vor allem Vedder hatte damit zu kämpfen und versuchte sich aus dem Rampenlicht zurückzuziehen. Deshalb verzichtete man – wie bereits beim Vorgängeralbum Vs. – auf die Veröffentlichung von Musikvideos zu den Singles.

### Spin the Black Circle
Spin the Black Circle war die erste Singleauskopplung aus dem Album und wurde mit der B-Seite Tremor Christ veröffentlicht. Laut Eddie Vedder geht es um die Liebe zu Schallplatten, viele sehen aber im Text Anzeichen, es ginge vielmehr um Drogenmissbrauch oder -abhängigkeit.
Mit Spin the Black Circle gewann Pearl Jam 1996 den Grammy für Best Hard Rock Performance, den einzigen Grammy, den die Gruppe bisher gewonnen hat. Er findet sich auch auf dem Best-of-Album von Pearl Jam, Rearviewmirror: Greatest Hits 1991-2003, wieder.

### Not for You
Not for You erschien am 21. März 1995 mit Out of My Mind als B-Seite und erreichte neben Platz 38 der US Modern Rock Tracks noch Platz 34 der UK Singles Charts. Der Titel war bereits im April 1994, acht Monate vor der Veröffentlichung des Albums, bei Saturday Night Live interpretiert worden. Der Titel findet sich auch auf Rearviewmirror: Greatest Hits 1991-2003, dem Best-of der Band.

### Whipping
Der Text von Whipping wurde für eine an den damaligen US-Präsidenten Bill Clinton gerichtete Petition genutzt, mit deren Hilfe man gegen die Ermordung von Frauenärzten, die Abtreibungen durchführten, durch Pro-Life-Aktivisten protestieren wollte.

### Pry, To
Pry, To enthält angeblich rückwärts abgespielt eine versteckte Botschaft. Mit "Oh, Pete Townshend, how you saved my life!" wird auf den Einfluss von The Who auf die Band angespielt. Vorwärts abgespielt enthält er nur zwei sich immer wiederholende Zeilen: "P-r-i-v-a-c-y is priceless to me" und "P-r-i-v-a-c-y!"
Entgegen den Gerüchten um das Lied scheint es aber vom aufkeimenden Ruhm Pearl Jams/Eddie Vedders zu handeln. Damit verbunden ist in letzter Konsequenz auch die im Ergebnis nicht existierende Privatsphäre von Berühmtheiten in der Öffentlichkeit.
Pry, To ist, hinsichtlich der Lyrics und deren Inhalt, vergleichbar mit Blood.

### Corduroy
Corduroy, das achte Lied des Albums, gehört zu den am meisten auf Konzerten gespielten Titeln. Deshalb erschien er auch auf Rearviewmirror: Greatest Hits 1991-2003, dem Best-of-Album der Band.

### Bugs
Bugs ist ein experimenteller Song. Vor allem der Einsatz des Akkordeons, das manchen an Tom Waits erinnert, drückt dem Lied seinen Stempel auf. Durch diesen eigentümlichen Sound ist es auch bei vielen Fans umstritten.

### Satan's Bed
Bei Satan's Bed sitzt nicht Abbruzesse am Schlagzeug, sondern sein technischer Assistent Jimmy Shoaf. Abbruzesse hatte die Mandeln entfernt bekommen und verweilte daher kurze Zeit, während der Song aufgenommen wurde, im Krankenhaus. Allerdings war es lange unbekannt, wer der in den Credits aufgeführte Jimmy Shoaf eigentlich sei und es dauerte über zehn Jahre, ehe Anfang 2005 seine Identität geklärt wurde.

### Better Man
Better Man ist ein Lied, das Vedder bereits vor seiner Zeit bei Pearl Jam mit seiner ehemaligen Band Bad Radio gespielt hatte, allerdings nie veröffentlicht worden war. Die Perspektive, aus der im Song berichtet wird, hat zu verschiedenen Interpretationen geführt. Weit verbreitet ist die Theorie, dass Vedder hier die Beziehung zu seiner Mutter und vor allem seinem Stiefvater aufarbeitet. So hat er bei verschiedenen Konzerten das Lied mit „It's dedicated to the bastard who married my Mom“ angekündigt.
Obwohl nie als Single veröffentlicht, wurde der Song einer der im Radio meistgespielten Titel der Band. Entsprechend wurde er in verschiedenen Ausgaben der Billboardcharts vorne gelistet, bei den Modern Rock Tracks auf Platz 2 und bei den Mainstream Rock Charts sogar auf Platz 1.
Mit den beiden Pearl Jam-Songs Nothingman und Leatherman bildet Better Man das „Mantrio“, das oft bei Konzerten hintereinander gespielt wird.

### Immortality
Der Song Immortality wird oft auf das Schicksal Kurt Cobains bezogen, was von Vedder regelmäßig dementiert wird. In der Tat wurde der Song bereits vor dem Tod Cobains bei Live-Auftritten der Band gespielt, allerdings wurde der Text nach dem Suizid Cobains teilweise abgeändert.

### Hey Foxymophandlemama, That’s Me
Hey Foxymophandlemama, That's Me, auch oft als Stupid Mop bezeichnet, ist wohl das Lied mit dem sonderbarsten Namen aller Pearl-Jam-Songs. Der Song schafft darüber hinaus mit seinen Loops, Feedbacks und verquertem Mischmasch eine eigenartige Atmosphäre und setzt dem Album einen unheimlichen Schlusspunkt. Vor allem das Ende ist schauerlich, als eine Person „Do you ever think that you would actually kill yourself?“ (Denkst du manchmal, du würdest dich tatsächlich umbringen?) gefragt wird und mit „Well, if I thought about it, uhh, real deep, yes, I believe I would.“ (Nun, wenn ich drüber nachdenke, tief drinnen glaube ich schon.) geantwortet wird.
Bei diesem Stück gab Jack Irons seinen Einstand als Nachfolger von Abbruzesse am Schlagzeug.

## Mitwirkende
- Aufgenommen: Brendan O’Brien
- Tontechnik: Nick DiDia, Brett Eliason, Brendan O’Brien
- Assistiert durch Caram Costanzo, Adam Kasper, Trina Shoemaker, John Burton, Kevin Scott
- Hey Foxymophandlemama, That's Me aufgenommen/abgemischt von Brett Eliason
- Artwork, Layout by Barry Ament
- Fotografie von Jeff Ament, Lance Mercer

## Preise
Vitalogy erhielt 1996 Grammy-Nominierungen als Album of the Year und Best Rock Album, für die Single Spin the Black Circle erhielt man den Grammy für Best Hard Rock Performance.

## Kommerzieller Erfolg

### Chartplatzierungen
Vitalogy stieg zunächst, nach der Veröffentlichung als LP, auf Rang 55 der US-amerikanischen Billboard 200 ein. Damit wurde es zum ersten Vinyl-Album, das seit Einführung der CD in die Top 100 gelangte. Nach der Veröffentlichung als CD und MC avancierte das Album zum Nummer-eins-Erfolg. Es avancierte darüber hinaus auch in Australien, Neuseeland und Schweden zum Nummer-eins-Album.
| ChartsChartplatzierungen       | Höchstplatzierung | Wochen |
| ------------------------------ | ----------------- | ------ |
| Deutschland (GfK)              | 8 (20 Wo.)        | 20     |
| Österreich (Ö3)                | 7 (13 Wo.)        | 13     |
| Schweiz (IFPI)                 | 17 (12 Wo.)       | 12     |
| Vereinigte Staaten (Billboard) | 1 (55 Wo.)        | 55     |
| Vereinigtes Königreich (OCC)   | 4 (11 Wo.)        | 11     |

| ChartsJahrescharts (1995) | Platzierung |
| ------------------------- | ----------- |
| Deutschland (GfK)         | 67          |

### Auszeichnungen für Musikverkäufe
Bereits am 2. Februar 1995 erhielt Pearl Jam von der RIAA vierfach Platin für Vitalogy. Am 13. Oktober 1995 erhielt die Band die Auszeichnung fünffach Platin. Das Album hat sich mittlerweile mehr als 5 Millionen Mal verkauft.
| Land/Region                  | Auszeichnungen für Musikverkäufe (Land/Region, Auszeichnung, Verkäufe) | Verkäufe  |
| ---------------------------- | ---------------------------------------------------------------------- | --------- |
| Australien (ARIA)            | 3× Platin                                                              | 210.000   |
| Europa (IFPI)                | Gold                                                                   | 500.000   |
| Kanada (MC)                  | 5× Platin                                                              | 500.000   |
| Mexiko (AMPROFON)            | Gold                                                                   | 75.000    |
| Neuseeland (RMNZ)            | 3× Platin                                                              | 45.000    |
| Niederlande (NVPI)           | Gold                                                                   | (50.000)  |
| Polen (ZPAV)                 | Gold                                                                   | (50.000)  |
| Spanien (Promusicae)         | Gold                                                                   | (50.000)  |
| Vereinigte Staaten (RIAA)    | 5× Platin                                                              | 5.000.000 |
| Vereinigtes Königreich (BPI) | Gold                                                                   | (100.000) |
| Insgesamt                    | 6× Gold · 16× Platin ·                                                 | 5.930.000 |

Hauptartikel: Pearl Jam/Auszeichnungen für Musikverkäufe